# Гелле, Ахмед Дуале
Ахмед Дуале Гелле (сомал. Axmad Ducaale Geele; род. 8 июля 1949, Галькайо, Сомали) — сомалийский политический деятель, бизнесмен, пятый президент автономного непризнанного государства Галмудуга (2017—2020). Ранее был членом Федерального парламента Сомали.

## Биография
Родился в 1949 году в городе Галькайо, регион Мудуг, Сомали. Происходит из субклана Сакад, клана Хабад Гидир.
В 1960—70 годах Гелле обучался в Сомалийском национальном университете, получил степень бакалавра экономики.
29 мая 2017 в Ададо состоялась инаугурация Ахмеда Дуале Гелле в качестве президента Галмудуга. В мероприятии приняли участие: Мохамед Абдуллахи Мохамед (президент Сомали), Ахмед Мохамед Ислам Мадобе (президент Джубаленда и лидер движения Раскамбони), Абдивели Мохамед Али (президент Пунтленда), Шариф Хасан Шейх Аден (президент Юго-Западного Сомали), Али Абдуллахи Хусейн (вице-президент Хиршабелле, губернатор Банадира), специальный представитель ООН в Сомали Майкл Китинг, федеральные депутаты, представители Турции, Джибути, США, ЕС, АС, Эфиопии и Межправительственного органа по вопросам развития. На инаугурации также присутствовали представители общественности Галмудуга и члены сообщества сомалийских эмигрантов.
Представители международного сообщества призвали Гелле провести встречи с исламистской группировкой Ахлю ас-Сунна ва-ль-Джамаа, хотя встречи по примирению были проведены ещё до выборов в Галмудуге и несмотря на успешное проведение первого тура переговоров, они был ограничены президентской кампанией. Гелле пообещал найти решения и провести встречу с исламистами. Он также дал надежду найти решения конфликтов в Галькайо между Пунтлендом и Галмудугом ещё до того, как сформирует кабинет министров.